# VIIIe dynastie égyptienne
v. 2250 AEC – 2200 AEC,
Entités précédentes :
- VIIe dynastie

Entités suivantes :
- plusieurs dirigeants locaux, dont la IXe dynastie (à Héracléopolis Magna) et les ancêtres de la XIe dynastie (à Thèbes)

La VIIIe dynastie de l'Égypte ancienne est une lignée de pharaons peu connue et de courte durée qui règne en succession rapide au début du XXIIe siècle avant notre ère, probablement avec leur siège du pouvoir à Memphis. Les rois de cette dynastie ont régné, selon les égyptologues, à la toute fin de l'Ancien Empire ou au tout début de la Première Période intermédiaire. Le pouvoir des rois s'affaiblissait tandis que celui des gouverneurs de province (ou nomes), connus sous le nom de nomarques, prenait de plus en plus d'importance, l'État égyptien s'étant alors effectivement transformé en système féodal. Malgré les relations étroites entre les rois memphites et les puissants nomarques, notamment à Coptos, la VIIIe dynastie fut finalement renversée par les nomarques d'Héracléopolis Magna, qui fondèrent la IXe dynastie. La VIIIe dynastie est parfois combinée avec la VIIe dynastie précédente, en raison du manque de preuves archéologiques de cette période, rendant le découpage en dynasties distinctes assez incertain. Les égyptologues estiment que la VIIIe dynastie a régné sur l'Égypte pendant environ 20-45 ans et diverses dates ont été proposées.

## Sources

### Attestations contemporaines
Les principaux témoignages archéologiques des rois de la VIIIe dynastie sont les décrets royaux découverts à Coptos, qui citent certains des derniers pharaons de la dynastie. D'autres preuves des premiers rois de la dynastie proviennent de Saqqarah, en particulier de la pyramide de Qakarê Ibi. En outre, on trouve des inscriptions royales dans le Ouadi Hammamat et en Haute-Égypte, ainsi que d'autres inscriptions non royales,,.

### Sources du Nouvel Empire
Deux sources historiques datant du Nouvel Empire énumèrent des rois de la fin de l'Ancien Empire. La première est la liste royale d'Abydos, écrite sous le règne de Séthi Ier. Les rois inscrits sur les entrées 40 à 56 de la liste sont placés entre Mérenrê II de la fin de la VIe dynastie de l'Ancien Empire et Montouhotep II du milieu de la XIe dynastie marquant le début du Moyen Empire. Les noms de ces rois sont différents de ceux connus des IXe et Xe dynasties, dont aucun ne figure sur la liste Abydos. En conséquence, les entrées 40 à 56 de la liste sont attribuées aux VIIe et VIIIe dynasties.
L'autre source du Nouvel Empire à propos la VIIIe dynastie est le Canon royal de Turin, écrit sous le règne de Ramsès II. Le papyrus a été copié d'une source antérieure qui, comme l'a montré l'égyptologue Kim Ryholt, était elle-même criblée de lacunes et devait être en mauvais état. De plus, le Canon royal de Turin est lui-même fortement endommagé et ne peut être lu sans trop de difficulté. Au total, ce sont sept noms, dont les trois derniers sont en lacune, qui prennent place après Mérenrê II et avant les rois des IXe et Xe dynasties.

### Sources de l'époque ptolémaïque

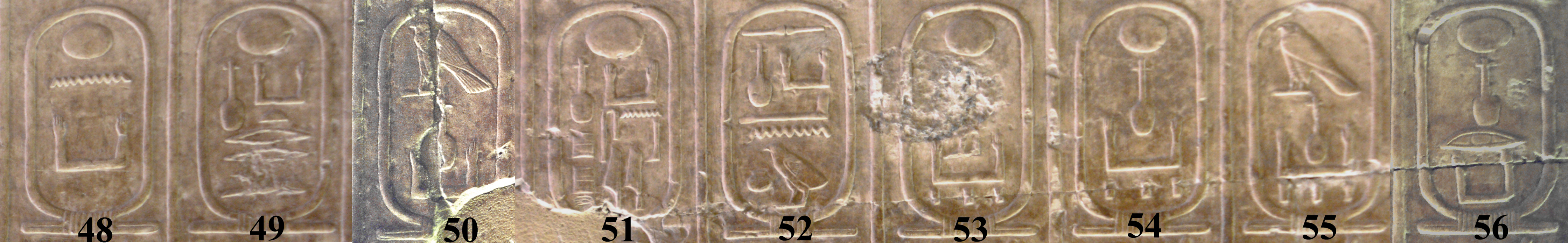
Liste d'Abydos des cartouches des rois (48 à 56) de la et.

Le prêtre égyptien Manéthon a écrit une histoire de l'Égypte au cours du IIIe siècle avant notre ère. connue sous le nom d’Ægyptiaca. L'œuvre de Manéthon n'a pas survécu jusqu'à ce jour et n'est connue de nous que par l'intermédiaire de trois auteurs ultérieurs qui en ont cité des extraits. Malheureusement, ces trois sources sont extrêmement difficiles à utiliser. Par exemple, ils se contredisent souvent l'un l'autre, comme c'est le cas concernant pour les deux historiens anciens - Sextus Julius Africanus et Eusèbe de Césarée - la section de l’Ægyptiaca concernant les VIIe et VIIIe dynasties. Africanus prétend que la VIIe dynastie se composait de soixante-dix rois qui ont régné pendant une période de soixante-dix jours à Memphis, et la VIIIe dynastie se composait de vingt-sept rois qui ont régné pendant 146 ans. Cependant, Eusèbe note que pendant la VIIe dynastie, cinq rois ont régné pendant soixante-quinze jours, et la VIIIe dynastie comprend cinq rois qui ont régné pendant cent ans. Soixante-dix rois en soixante-dix jours est généralement considérée comme la version de Manéthon concernant la VIIe dynastie, mais probablement pas un compte rendu factuel de l'histoire. Cela signifie plutôt que les pharaons de cette période étaient extrêmement éphémères, et l'utilisation de soixante-dix peut être un jeu de mots sur le fait qu'il s'agissait de la VIIe dynastie. Comme Manéthon ne fournit pas de données historiques réelles sur cette période et qu'aucune preuve archéologique de la VIIe dynastie n'a émergé, de nombreux égyptologues ont soutenu que cette dynastie était fictive. En ce qui concerne la VIIIe dynastie, il est maintenant largement admis que l'estimation de Manéthon pour sa durée est une surestimation très importante de la réalité.

## Fin de l'Ancien Empire et début de la Première Période intermédiaire
La VIIIe dynastie a traditionnellement été classée comme faisant partie de la Première Période intermédiaire en raison de la nature éphémère des règnes de ses rois ainsi que de la rareté des preuves contemporaines, faisant allusion à un déclin de l'État central. La réévaluation récente des preuves archéologiques a montré une forte continuité entre les VIe, VIIe et VIIIe dynasties égyptiennes, de sorte que l'égyptologue Hratch Papazian a proposé que la VIIIe dynastie plutôt que la VIe soit considérée comme la dernière dynastie de l'Ancien Empire.
Le fait que plusieurs rois de cette période portent le nom de Néferkarê, également nom de Nesout-bity de Pépi II, montre peut-être que ces rois sont les descendants des rois de la VIe dynastie. Certains des actes des derniers rois de la VIIIe dynastie sont enregistrés dans leurs décrets, trouvés à Coptos et adressés à Shemay, un vizir pendant cette période. Malgré tout, seul Qakarê Ibi peut être relié à toute construction monumentale. Sa pyramide a été trouvée à Saqqarah près de celle de Pépi II et, comme ses prédécesseurs, les textes des pyramides ont été écrits sur les murs.
Quel que soit le nombre de rois qu'il y ait eu, il est clair qu'au cours de cette période, l'autorité centrale de l'Égypte s'est effondrée. Les souverains de cette dynastie étaient basés à Memphis et semblent avoir compté sur le pouvoir des nomarques de Coptos, à qui ils ont décerné des titres et des honneurs. Cela n'a dû être d'aucune utilité puisque la VIIIe dynastie a finalement été renversée par un groupe rival basé à Héracléopolis Magna.

## Souverains de laVIIIedynastie
La VIIe dynastie est généralement considérée comme fictive et est donc soit complètement ignorée par les érudits modernes, soit elle est combinée avec la VIIIe dynastie. L'égyptologue Hracht Papazian a proposé en 2015 qu'un certain nombre de souverains généralement considérés comme appartenant à la VIIIe dynastie identifiée par la liste d'Abydos soient attribués à une VIIe, et n'a fait commencé la VIIIe dynastie qu'à partir du règne de Qakarê Ibi :
|                |                   |                                       | |  |  |  |  |  |  |  |  |  |  |  |  |  |  |  |  |
| Qakarê Ibi     | Qakarê (53)       | Ibi (5.10)                            | Attesté par sa pyramide située à Saqqarah. Le Canon royal de Turin lui attribue 2 ans, 1 mois et 1 jour de règne,. |  |  |  |  |  |  |  |  |  |  |  |  |  |  |  |  |
| Néferkaourê    | Néferkaourê (54)  | lacune (5.11)                         | Probablement attesté par un décret concernant le temple de Min à Coptos, il aurait alors pour nom d'Horus Khâ-(baou ?). Le Canon royal de Turin lui attribue 4 ans et 2 mois de règne,.                                                                                          |  |  |  |  |  |  |  |  |  |  |  |  |  |  |  |  |
| Néferkaouhor   | Néferkaouhor (55) | lacune (5.12)                         | Attesté par des décrets concernant le temple de Min à Coptos, indiquant également son nom d'Horus Netjerbaou et son nom de Sa-Rê Khoui-ouy-Hepou, Néferkaouhor étant son nom de Nesout-bity. Le Canon royal de Turin lui attribue 2 ans, 1 mois et 1 jour de règne,.             |  |  |  |  |  |  |  |  |  |  |  |  |  |  |  |  |
| nom perdu      |                   | lacune (5.13) (selon Hracht Papazian) | Possiblement le roi auteur du Décret R concernant également le temple de Min à Coptos et indiquant une partie de sa titulature : nom d'Horus Demedjibtaouy et nom de Nesout-bity Ouadjkarê. Le Canon royal de Turin lui attribue 1 an et demi de règne (selon Hracht Papazian),. |  |  |  |  |  |  |  |  |  |  |  |  |  |  |  |  |
| Néferirkarê II | Néferirkarê (56)  |                                       | Possiblement attesté dans la tombe du vizir Shemaï, Néferirkarê serait alors son nom de Nesout-bity et son nom de Sa-Rê serait Pépi. |  |  |  |  |  |  |  |  |  |  |  |  |  |  |  |  |

Il faut également tenir compte du fait que d'autres noms, listés ci-dessous et absents des listes postérieures, ont été retrouvés. Pour plusieurs d'entre eux, il y a une incertitude sur l'époque du règne et également sur l'étendue réelle de leur pouvoir (roi régnant sur toute l'Égypte ou dirigeant local s'étant proclamé roi ?).
|                                | |  |  |  |  |  |  |  |  |  |  |  |  |  |  |  |  |  |  |
| Nesout-bity Sekhemkarê         | Nom sur un papyrus écrit en hiératique trouvé à Éléphantine et actuellement conservé à Berlin,. |  |  |  |  |  |  |  |  |  |  |  |  |  |  |  |  |  |  |
| Nesout-bity Djedkahor          | Fragment d'une inscription découverte à Nekhen. |  |  |  |  |  |  |  |  |  |  |  |  |  |  |  |  |  |  |
| Sa-Râ Ity                      | Inscriptions à l’Ouadi Hammamat (nos 168-169) à propos de sa pyramide (non retrouvée) nommée Baou-Ity,. |  |  |  |  |  |  |  |  |  |  |  |  |  |  |  |  |  |  |
| Sa-Râ Imhotep                  | Inscription à l’Ouadi Hammamat (no 206),. |  |  |  |  |  |  |  |  |  |  |  |  |  |  |  |  |  |  |
| Nesout-bity ...-Râ Sa-Râ Hotep | Inscription à Shatt er-Rigal,. |  |  |  |  |  |  |  |  |  |  |  |  |  |  |  |  |  |  |
| Sa-Râ Isou                     | Nom basilophore d'un prince du nom de Isou-Ânkh sur une inscription au Gebel Silsileh,. |  |  |  |  |  |  |  |  |  |  |  |  |  |  |  |  |  |  |
| Sa-Râ Iytjenou                 | Nom basilophore d’une prêtresse d’Hathor du nom de Sat-Iytjenou, signifiant fille d'Iytenou, sur une stèle découverte à Saqqarah,.                                                                                    |  |  |  |  |  |  |  |  |  |  |  |  |  |  |  |  |  |  |
| Sa-Râ Khoui                    | Attesté par un nom trouvé dans un mastaba près d'un monument (peut-être une pyramide) à Dara, qui lui est attribué par plusieurs égyptologues,. Considéré par certains comme un simple nomarque s'étant proclamé roi. |  |  |  |  |  |  |  |  |  |  |  |  |  |  |  |  |  |  |

### Proposition de chronologie
De part les différentes découvertes, notamment les décrets de Coptos, la tombe de Shemay près de Coptos et les inscriptions du Ouadi Hammamat, Yannis Gourdon propose une chronologie partielle de la période, laquelle peut être complétée par des éléments de la tombe de Shemay concernant Néferirkarê II Pépy selon les analyses de Maha Farid Mostafa. Il est à noter que la distance chronologique entre Imhotep et Ity est inconnue mais n'est probablement pas négligeable du fait des différences notables dans la phraséologie royale employée dans les inscriptions de chacun de ces souverains. À l'inverse, l'ensemble allant de Ity à Néferirkarê II semble plus cohérent et donc plus court chronologiquement.
|                            |        |             |        |                                |                                            |  |  |  |  |  |  |  |  |  |  |  |  |  |  |
| Père d'Imhotep             |        | Ikhi        |        | Imhotep (fils royal)           | Ouadi Hammamat no 188                      |  |  |  |  |  |  |  |  |  |  |  |  |  |  |
| Imhotep                    |        |             |        | Djaty dit Kanéfer (fils royal) | Ouadi Hammamat no 206                      |  |  |  |  |  |  |  |  |  |  |  |  |  |  |
| Ity                        |        | Ouser ?     |        |                                | Ouadi Hammamat nos 168-169                 |  |  |  |  |  |  |  |  |  |  |  |  |  |  |
| ?                          |        |             | Shemay |                                | Ouadi Hammamat no 150                      |  |  |  |  |  |  |  |  |  |  |  |  |  |  |
| ?                          |        | Tjaout-iqer | Idy    |                                | Ouadi Hammamat no 149                      |  |  |  |  |  |  |  |  |  |  |  |  |  |  |
| Hor Khâ... (Néferkaourê ?) |        | Shemay      |        |                                | décret H de Coptos                         |  |  |  |  |  |  |  |  |  |  |  |  |  |  |
| Néferkaouhor               | Shemay | Idy         |        | Nebet (fille royale)           | décrets J à Q de Coptos et tombe de Shemay |  |  |  |  |  |  |  |  |  |  |  |  |  |  |
| Ouadjkarê                  | Idy    |             |        |                                | décret R de Coptos                         |  |  |  |  |  |  |  |  |  |  |  |  |  |  |
| Néferirkarê II             | Idy    |             |        |                                | tombe de Shemay                            |  |  |  |  |  |  |  |  |  |  |  |  |  |  |